# Vladimiro Montesinos
Vladimiro Lenin Montesinos Torres (* 20. Mai 1945 in Arequipa, Peru) ist ein ehemaliger peruanischer Regierungsbeamter, der zwischen 1990 und dem Jahr 2000 unter der Regierung von Alberto Fujimori den peruanischen Geheimdienst (SIN) leitete.

## Werdegang
1965 absolvierte Montesinos in Panama in der Escuela de Las Américas (eine US-Ausbildungseinrichtung in der Panama-Kanalzone für lateinamerikanische Militäroffiziere) eine Kadettenausbildung. 1966 durchlief er mit Erfolg die Militärschule von Escuela Militar de Chorrillos und wurde zum Hauptmann der peruanischen Armee befördert. 1976 war er in eine Verschwörung verwickelt, die sich gegen die Beteiligung des Volkes an der politischen Willensbildung richtete und die Macht der Gewerkschaften beseitigen wollte.
Im selben Jahr reiste er ohne Genehmigung seiner Vorgesetzten in die USA, um Geheimnisse der peruanischen Armee an die CIA zu verkaufen. Nach seiner Rückkehr wurde er aus der Armee entlassen und wegen Verrats zu einem Jahr Gefängnis verurteilt.
Er studierte Rechtswissenschaft und begann, kolumbianische und peruanische Drogenhändler sowie in den Drogenhandel verstrickte Polizisten zu verteidigen, wodurch er zu einem großen Vermögen kam.

## Wahlhelfer Fujimoris
1983 wurde er wegen der Anzettelung eines Militärputsches vor ein Militärgericht gestellt, wurde jedoch als unschuldig freigesprochen.
Ende der 1980er Jahre (unter der Regierung von Alan García) begann Montesinos, für den „Servicio de Inteligencia“ (Geheimdienst) zu arbeiten. Ihm kam entscheidende Bedeutung in der zweiten Wahlrunde der peruanischen Präsidentschaftswahlen von 1990 zu, da er aktiv den Kandidaten Alberto Fujimori gegen den Kandidaten Mario Vargas Llosa unterstützte. Hierbei machte er Fujimori die geheimdienstlichen Kenntnisse über Vargas Llosa zugänglich.
Roberto Escobar, Bruder des damaligen kolumbianischen Drogenbarons Pablo Escobar, erklärte erstmals im November 2000, Montesinos habe von Pablo Escobar 1989 eine Million US-Dollar für den Wahlkampf Fujimoris erbeten und erhalten.

## Geheimdienstchef des Fujimori-Regimes
1990 verteidigte er den wegen Betrugs und Veruntreuung angeklagten Präsidentschaftskandidaten Alberto Fujimori, doch die Beweise verschwanden auf mysteriöse Weise. Nach Antritt des Präsidentenamtes ernannte Fujimori ihn zum De-facto-Chef des Geheimdienstes SIN – offiziell war er Berater des Präsidenten für Sicherheitsfragen. Gleichzeitig war er so indirekter Vorgesetzter der Gruppe Colina des Armeegeheimdienstes, also der Paramilitärs, die 1992 Massaker in Elendsvierteln von Lima durchführten. 
Am 5. April 1992, als Fujimori die Verfassung und die Gerichtsgewalt außer Kraft setzte, entließ Montesinos unliebsame Richter und rächte sich öffentlich an dem Journalisten Gustavo Gorriti, der seit Jahren die Aktivitäten Montesinos’ verfolgt hatte. Ferner setzte er zahlreiche Polizeigeneräle ab, die seine in Drogenkriminalität verstrickten Klienten verhaftet hatten. 1993 konnte General Rodolfo Robles, der Montesinos wegen der von der Gruppe Colina begangenen Massaker angezeigt hatte, in die US-amerikanische Botschaft fliehen, um seiner von Montesinos betriebenen Verhaftung zu entgehen. 
1996 lehnte der peruanische Kongress (das damals von Fujimori kontrollierte Parlament) einen Antrag der Opposition ab, in Sachen Montesinos zu ermitteln. Ein im selben Jahr verhafteter Drogenhändler sagte aus, dass er an Montesinos ein monatliches Schutzgeld bezahle, zog jedoch unter sichtbaren Zeichen erfolgter Folterungen seine Aussage zurück.
1997 strahlte ein peruanischer Sender Anschuldigungen einer Agentin des Geheimdienstes wegen Folterungen durch den Geheimdienst sowie Informationen über die Einkünfte Montesinos in Höhe von 600.000 USD aus, worauf dem Besitzer des Senders die peruanische Staatsangehörigkeit entzogen wurde.
Während seiner Tätigkeit im Dienste Fujimoris schaffte Montesinos hohe Geldsummen auf ausländische Bankkonten. Erst im Februar 2013 konnte der Antikorruptionsbeauftragte der aktuellen peruanischen Regierung mit der Rückführung von mehr als 31 Millionen US-Dollar beginnen, die Montesinos bei Schweizer und Luxemburger Banken deponiert hatte.

## Schmiergeldzahlungen, Flucht, Auslieferung und Verurteilung
Im September 2000 ließ der oppositionelle Kongressabgeordnete Fernando Olivera Vega im ganzen Land ein Video ausstrahlen, das Montesinos bei der Übergabe eines Geldbetrages in Höhe von 15.000 USD an den Oppositionsabgeordneten Alberto Kouri für dessen Übertritt zur präsidententreuen Wahlallianz von 2000 zeigte. Nach diesem Vorfall war Fujimori gezwungen, für das folgende Jahr Wahlen auszuschreiben. Der Geheimdienst wurde ausgeschaltet. Eine Woche später floh Montesinos nach Panama, kehrte im Oktober nach Peru zurück und floh anschließend mit unbekanntem Ziel auf einem Segelschiff.
Im Juni 2001 wurde er in Venezuela ausfindig gemacht und nach Peru ausgeliefert. Zwischen Juli 2000 und April 2012 wurde er in mehreren Gerichtsverfahren aufgrund zahlreicher Anklagepunkte zu Gefängnisstrafen von insgesamt 256 Jahren verurteilt, die jedoch parallel verbüßt werden. Im Juli 2012 reduzierte das Oberste Gericht Perus sein höchstes Strafmaß von 25 auf 20 Jahre. Seine Haft verbüßt er zurzeit im Marinestützpunkt Callao.